# خوزه نایا
خوزه نایا (اسپانیایی: José Naya‎; ۲۵ ژوئیهٔ ۱۸۹۶ – ۲۹ ژانویهٔ ۱۹۷۷) بازیکن فوتبال اهل اروگوئه بود.
از باشگاه‌هایی که در آن بازی کرده‌است می‌توان به باشگاه فوتبال لیورپول مونته‌ویدئو اشاره کرد.